# 電波女と青春男
『電波女と青春男』（でんぱおんなとせいしゅんおとこ）は、入間人間による日本のライトノベル、およびそれを原作とするメディアミックス作品。イラスト担当はブリキ。原作は電撃文庫（アスキー・メディアワークス）より2009年1月から2011年4月まで刊行された。2015年12月時点でシリーズ累計発行部数は150万部を記録している。
山根真人によるコミカライズが『電撃G's magazine』（アスキー・メディアワークス）において2010年10月号から2013年9月号まで連載された。テレビアニメは2011年4月から6月にかけてTBS､BS-TBSほかにて放送された。
『嘘つきみーくんと壊れたまーちゃん』に続く、入間の電撃文庫執筆2シリーズ目。コメディを強調しており、前作よりも陰鬱さのないストーリーとなっている。
愛知県名古屋市がアニメの舞台となっている。

## あらすじ
丹羽真は両親の仕事の都合上、都会で一人暮らしの叔母の藤和女々の家に預けられることになる。だが、一人暮らしと聞いていた叔母の家に入ると、…足の生えた布団があった。その布団は自称宇宙人の女々さんの娘で、いとこの藤和エリオだった。電波ないとこのために、真の「青春ポイント」は日に日に減っていく。
転校先の学校では、自転車に乗るためにヘルメットをする御船流子さん、隣の席の179.9cmの長身なのに超虚弱体質な前川さんとの青春を謳歌する…はずだったが、エリオがその障害となる。前川さん曰く、エリオは去年まで同じ学校にいたが退学したという。半年間行方不明で、帰ってきた時から「宇宙人にさらわれた」「自分は宇宙人だ」と言い始めたという。

## 登場人物
※担当声優はテレビアニメ版に準拠

### 主要人物
丹羽真（にわ まこと）
声 - 入野自由
本作の主人公。一人称は「俺」。高校2年生。身長は170cmくらい。田舎の高校に通っていたが、両親の海外赴任にともない、都会に住む叔母の女々のもとで暮らすことになる。高校生活の間になるべくたくさんの「青春ポイント」を集めることを目標にしている（ただ、青春ポイントの計算はその場のノリでしているため、通算のポイントは知らない）。イベント一つの最高点は5ポイント。
少し変わったところはあるが、普通の男子高校生であり、作中の数少ないツッコミ役。基本的に善人かつお人よしでエリオのことは何だかんだ言いつつも面倒を見ており、よき理解者でもある。流子と前川さんは彼の青春ポイント上昇要因。前作へのオマージュか、モノローグにおいて幾度か「嘘だけど」という言葉を使用している。星宮社曰く、超能力者としての素質があるらしい。
特技は自転車のウィリー走行で、エリオの電波を抜くために「アイキャントフラーイ」と叫んで自転車で空を飛ぼうとしたときは飛べなかったものの、かなり高いところまで跳んでいた。片腕が使えない状態でエリオと女々を乗せた三人乗りもやってのける。1巻のある行動が原因で、エリオと女々には「匂いフェチ」だと誤解されている。炭酸飲料が苦手。また、酒に弱く数口飲んだだけで酔っ払ってしまう。
藤和エリオ（とうわ えりお）
声 - 大亀あすか
本作のヒロイン。真と同い年のいとこ。16歳。上半身に布団を縛り付け、宇宙人を自称する「電波女」。一人称はわたし。口癖は「もふ」。真を「イトコ」と呼ぶ。
身長は160cmくらいでやせ気味。初登場時は布団を体に巻き付け顔すら見えない状態だったが、その素顔は「髪から粒子が出る」とまで表現される美少女。布団を巻いている時も前が見えるような行動をしたり、自転車のハンドルの上に立ったりすることができた。日光に当たらないため肌は薄く、ロングヘアは「色がそのまんま宇宙人っぽい」（挿し絵では薄い水色）。その目立つ外見もあって学校の女子から嫉妬されていた。
昔から宇宙に興味があり、中学時代は一人で天文部に所属していた。ところが、高校入学2か月後に行方不明になり、半年後に海に漂っているところを発見される。失踪中の記憶はなく、足取りも不明。周囲からの好奇の視線に耐えかねた彼女はそれを宇宙人の仕業だとし、やがて宇宙人を自称し始める。あるとき、宇宙人であることを証明するために自転車で川に向かって飛んだ結果、落下して脚を骨折し入院する。この一件以来、体に布団を巻くようになった。その後退学し、ピザの食べ方がおかしいニートに至る。
布団を巻きつけたまま町内を徘徊していたため、町内では悪い意味で有名。真は布団を巻いた状態のエリオを「郷土妖怪スマキン」と名づけた。また、裸足でいることを好む。
1巻で真と2人で自転車ごと海に落下してからは徐々に電波が抜け始め、しだいに布団を身につけるのをやめ、社会復帰していく。素顔の状態ではひどく引っ込み思案で、よく真の背中に隠れる。高校時代の知人と出会ったときは名前を思い出せず、流子を「なんとかリュウシ」、メアリーを「なんとかメアリー」と呼んだ。
御船流子（みふね りゅうこ）
声 - 加藤英美里
真のクラスメイト。通称「リュウシ」。元気な天然少女。身長は150cm台後半くらいで、緩い印象を与える顔立ち。軽くパーマがかかった茶髪は、手入れをしないとすぐまっすぐになるらしい。転んで頭皮に怪我をすることを恐れ、自転車に乗るときには黄色いヘルメットをかぶる。転校後の真の最初の友達で、「友達いっぱいできるといいね」と真を励ました。以来、よく二人で弁当を食べている。真のことは「丹羽くん」と呼ぶ。真がエリオや前川さんと話していると嫉妬するなど、彼のことを意識していることをうかがわせる描写がある。
同級生だった頃のエリオに「リュウシの方が宇宙人ぽくていい」と言われたせいで、その呼び名が定着した。本人はそれほど気に入っていないようで、その名で呼ばれると条件反射のように「リュウコやっちゅーに」という台詞が飛び出す。
バスケ部に所属（補欠）。パントマイムがかなり得意である。肉類は好きでないらしく、野菜と果物しか食べない、本人いわく「フルーツスト」だが、キノコ類は嫌い。
没個性気味なのを気にして、個性的になろうとするあまり奇怪な行動に走ることもしばしば。文化祭期間中は「やっちゅーに強化月間」を実施した。1年生の頃に二人の男子に振られた過去があるらしい。
前川さん（まえかわさん）(前川太陽)
声 - 渕上舞
真のクラスメイト。常に名字で呼ばれており、名前は不明。淡々とした口調で周囲の誤解を招くような発言をする。180cm以上（本人は179.9cmだと主張）の長身で、針金と勝負できるくらいの細身。ひどく虚弱で運動神経も悪く、両腕を上げ続けているだけでめまいを起こしたり、入浴の際は1分でのぼせたりするほど。かなりの高身長から様々な部活からスカウトされるも、その体質のせいで最終的にいらない子扱いされ、今は美術部の幽霊部長。
真の名前を覚えられずにいたが、文化祭中に真のフルネームを知った。普段は真を「転校生」と呼んでいる。時々気まぐれに名前で呼ぼうとするが「みわ君」だったり「りわ君」だったりと微妙に間違っている。本名を知ってからは一度だけ「丹羽君」と呼んだが、「リューシと同じ路線は合わない」とのことで結局「転校生」と呼び続けている。
コスプレが趣味。以前はアニメなどのキャラのコスプレもしていたが、今はもっぱら店の制服や着ぐるみで、バイト先のマスコットガールを目指している。コスプレ中は「キボネング・デコ」という名前を使う。
実家の居酒屋や女々の経営する和菓子屋でバイトをしている。酒にはそこそこ強い様子。また、図工が得意で、山本さんの誘いでペットボトルロケットを製作した際はエリオ、真、流子に作り方を教えた。中学3年生の頃、とある事情から金髪にするが、すぐに染め直した。
藤和女々（とうわ めめ）
声 - 野中藍
真の叔母で、エリオの母。39歳（2巻で誕生日を迎え39+1歳になる）。真の両親いわく「大人と子供の練り物」、真曰く「大人子供、略して大供（おおとも）」。突拍子もない言動や行動でしばしば真を狼狽させる。ギャップ萌えキャラを目指しているらしい。和菓子屋の経営をしているが、客入りはあまりよくないらしく、女々自身はあまり店に顔を出していない。
一人称は「メメたん」など。エリオを「エリちゃん（またはエリたん）」、真を「マコ君」または「真っち」、流子を「ほっぺぷに美ちゃん」、前川さんを「バイトちゃん」などかなりアバウトなあだ名で呼ぶ。「ジョジョ」または「モチモチ先生」と自称することもあり、流子には後者の名前で呼ばれている。
父親が不明であることでエリオが陰口を叩かれないよう、彼女の存在を親戚に隠していた。1巻の時点ではエリオと会話すらしていなかったが、仲が悪いゆえではなく極力一人でいたいエリオを尊重してのことで、母親として最低限のことはしっかりと行っていた。エリオが脱布団してからは以前よりも分かりやすくエリオを溺愛しており、ことあるごとにエリオに抱きついているが、エリオが夕食をひっくりかえした時は激怒してエリオを投げ飛ばした。
エリオの父親であるエリオットに対しては意外にもつっけんどんな対応だが、エリオットには「冗談を言わないときの女々は凛々しい」と称される。

### 学生
谷沢（やざわ）
転校してきたばかりの真の左隣の席に座っていた男子生徒。
花沢さん（はなざわさん）
声 - 花澤香菜
草野球の投手で真たちの通う学校のソフトボール部部長。外見は真曰く「時を駆けたりしそう」な感じ。名前は前川さんがうろ覚えだったため、その時のコスプレ衣装だったカツオから連想したもの。真に対する対応は一貫してクールだが、エリオといとこだと知ると、好ましくないと明言した。ただし、その後も真への対応は変わっていない。中島と付き合っている。
中島（なかじま）
声 - 水島大宙
下の名前は不明、こちらは本名である。整った顔立ちをしており、1年の頃の流子の想い人だったが流子はフラれ、現在は花沢さんと付き合っている。流子同様、バスケ部所属。若干お調子者であり、草野球をした時、真に「ピッチャーがボールを投げる時に左座席に立っているとスカートの中が見える」と嘘を言ってからかったこともあった。
ミッキー
声 - 永田依子
本名不明。流子の友人でバスケ部に所属している。バスケ部ではレギュラー。裏声で本家ミッキーの物真似が出来る（そこそこ似ている）。エリオと流子の親交をあまりよく思っていないが、それでも流子の友人であることも断言した。
キーコ
本名不明。前川さんの中学時代の同級生。
吉野宗一（よしの そういち）
前川さんの幼馴染の少年。かつて身長が低かった頃の前川さんをいじめていた1人だが、次第に前川さんと不思議な信頼で結ばれる。前川さんが急成長してからは疎遠になっていた。
星中小海（ほしなか こうみ）
中学生の頃の真の同級生。真のことを苗字から「にわち」と呼ぶ。彼氏持ちだが、真に対してよく思わせぶりな発言をする。2年の時はクラスメイトで、3年でクラスが別れると会話する機会が減った。実は真の口にする青春ポイントの発見者であり、彼女とのある出来事から真は青春ポイントを気にかけ始めた。本人によると「人生が100回あったら40回は真と付き合うと思う」くらいには真のことが好きだったらしい。真たちの通う学校の吹奏楽部に友人がいるらしい。
滝本（たきもと）
小海の恋人。少々喧嘩っ早いところがある。名前は真のうろ覚えで、小海との会話中に間違っていたことに気づくも訂正されないままだった。
相原（あいはら）
真の中学の同級生で程よく仲良しの男友達。高校は地元の私立高校に推薦で受かっていた。かつて真を「マコ君」と呼んだことがあり、真はなぜかその呼び名に嫌な予感を覚えた。
柏木（かしわぎ）
小学生の頃のエリオの同級生。髪の色のことでエリオをからかい、いじめていた。外見はエリオ曰く「いも」。
奥居メアリー（おくい メアリー）
新聞部部員で、本人曰く「エリオの元友人」。文化祭の最中、逃げるジェフを「イケメン!」と叫びながら追い掛け回したり、全力疾走の流子を本気で追いかけてインタビューを試みたりと記事のために常にせわしなく駆け回っている。言動が非常にアグレッシブかつ唐突で、発言の意図が読みにくい。父親が外国人のため地毛がブロンド。そのためエリオの在学中は「地毛が特異な者同士」としてすぐに仲良くなったという。エリオのことは「エリちん」と呼ぶ。

### 町内の人々
田村さん（たむらさん）
声 - 丸山裕子
藤和家に程近い商店街で田村商店という駄菓子屋を経営しているお婆さん。記憶力は衰えていないようだが、それ以外はだいぶ衰えており、いつも店の奥に引っ込んで横になっている。喋り方はその老体に似合わず威勢がよい。女々の実の祖母で、真とエリオの曽祖母にあたるが、そのことを真は知らない。
女々やエリオットが子供の頃から店を構えており、当時から宇宙人にまつわる話を店に集まる子供たちに聞かせていたため、当時の大人たちは敬遠していたが、子供たちにはよく懐かれていた。その頃の店の常連は数十年経った現在でも声だけで特定できる。「田村」という名字は旧姓。
山本さん（やまもとさん）
声 - 松本保典、斉藤佑圭（少年時代）
独身。右耳に「02」と書かれたアクセサリーを着用している。本名は「安代（あしろ）」。女々とは小学生の頃の同級生で、現在進行形で女々に片思いしている。しかし再会時に当の女々が彼の名前を覚えておらず、以降本名ではなく女々が適当につけた山本という名前で呼ばれている。一度プロポーズをしたが理由もなく振られた。前川のことをエリオと間違えており、エリオ（前川）のファンと自称してコーラをプレゼントしたこともある。流子曰く「宇宙ストーカー」。花火職人の息子で、ペットボトルロケットを作るのが上手い。宇宙にペットボトルロケットを飛ばすことが夢。花火職人の息子として、真たちに花火入りペットボトルロケットを披露した。
大井遠江（おおい とおえ）
声 - 斉藤佑圭
女々の行きつけの床屋の女主人。女々のことは「ジョジョ」、かぐや姫のことは「カグヤ」と呼ぶ。エリオの社会復帰のための散髪や前川さんが髪を染めたときなど何かと縁のある人物。あだ名は本人曰く「トーエック」。また、前川さんが髪を染める際には理由を告げずに料金を半額にし、染め直したときに残り半額を受け取るという預言者めいた一幕もあった。床屋になった理由は「初恋の人の髪がもっさりしていたから」らしい。
『嘘つきみーくんと壊れたまーちゃん』に登場する浜名遠江と同一人物だと思われる。「家に帰らせてもらいます」では、みーくんらしき人物が彼女の元を訪ねている。
大井藍（おおい らん）
声 - 田中真奈美
遠江の娘。母親にはよく懐いているが人見知りで、初対面の前川さん（紙幣のコスプレ）を見ての感想は「ふ、ふぇー」というものだった。かぐや姫とも仲がよく、時々遊んでもらっている。
かぐや姫
遠江の友人。名前は自称。元々の由来は親の商売で、高級家具屋の家の令嬢なので同級生から「家具屋姫」と呼ばれていたのが理由だが、本人と遠江によると他にも何かエピソードがあるらしい。常に朱色の浴衣を着て黒い草履を履いている。移動は主に原チャリで、工事現場のヘルメットを被る。背が極端に低いが成人しているらしい。本人によると「6年くらい前にあった少し不思議な事件以来、わらわはずっとかぐや姫」らしい。前川さんの家の居酒屋の常連だが、スルメとビールで2時間粘る売り上げに貢献しない客。自称月から来た宇宙人。
小牧（こまき）
声 - 永島由子
女々が経営する和菓子屋の店長よりもよく働く店長代理を務めている。前川さんの評によると彼女の知人の中では真面目な部類に入る人だが、少々自信家らしい。店では店長代理の仕事のほかに、自ら和菓子の製作もしている。

### 宇宙関連の人々
エリオット
声 - 斎賀みつき
小さい頃からの女々の想い人で、エリオの父親と思われる人物。エリオが生まれる前に町を出たらしいが、真たちの通う学校の文化祭に突然訪れた。それ以前から女々や田村さん、山本さんの発言にて存在は確認されている。エリオの、髪から粒子が飛ぶような容姿は彼の遺伝子によるもの。女々や田村さん、山本さんは彼を昔から知っているが多くは語らないため、謎も多い。女々のことは確かに好きなようで、理想の恋人、として若かりし日の女々と思われる女性像を語っている。
『“探偵・花咲太郎”シリーズ』にて花咲太郎の同僚として探偵事務所で働いている。
星宮社（ほしみや やしろ）
声 - 井口裕香
草野球3日目に突然現れた宇宙服（っぽいもの）を着込んだ自称超能力者兼宇宙人の少女。ヘルメットをかぶっている（超能力を封印するためと自称）。ヘルメットを取った外見はエリオに似ているが、エリオよりも若干宇宙人寄りである。女々曰くエリオットを思い出させる容姿。髪の色は純白で、エリオの髪を粒子が飛ぶと評した真は「光そのものが周囲に無軌道に飛び交う恒星のような容姿」と評した。エリオにかなりの興味を示しており、エリオをストーカーのように追い回すこともある。また、真曰く「Sパー（スペシャルパー）」。神出鬼没だが軒下を好む習性があり、藤和家や前川家の軒下から現れることがしばしばあった。そのためか、軒下の無い田村商店の建物を一目見ただけで「くだらん建物」と言い捨てた。
宇宙服を着ている状態のときは「ナ ン ダ ヤ ル ノ カ」というように一音一音を区切って発音するが、あくまで本人の喉によるものなので、彼女が疲れて息切れしたり（本人は宇宙言語を再現する超能力を使い果たしたと自称）、単に面倒になったりすると普通に話すようになる。
夏祭りの夜に真のすぐ脇に隕石を落とした（本当に彼女の力によるものかは不明）後、姿を消していたが、実はかぐや姫の家の軒下に潜んでいたところを家主のかぐや姫に見つかり、「同じ宇宙人同士のよしみ」でかぐや姫の世話になっていたことがわかった。
ジェフ
本名は不明。中島にフラれて家出した流子が漫画喫茶で出会った少年。ジェフというのは、流子と出会ったときに名乗った偽名。尚、流子を「ポーラ」と呼ぶ。漫画喫茶では、18歳と嘯くが実際は流子より年下らしく少々童顔気味。エリオ同様髪から粒子を飛ばすレベルの美形（ただし髪の色は社に近い）。また、裸足でいることを好む点でもエリオと似ている。宇宙人を名乗り、町内にある天体研究所に囚われている仲間を助けに来たというが、その真偽は不明。事情により一人では帰れなくなった、として現在も町内に滞在中。
おっさん
本名は不明。小学生の頃、エリオが宇宙飛行士を目指して秘密特訓していた公園に突然現れたおっさん。よくジャングルジムの下に寝そべっている。いつも猫と一緒にいるが、飼っているわけではなく、食料を見つけてくれるので共生しているということらしい。
金を貯めて宇宙に行ったことがあるらしく、そこで自分は目標を失った、と少々無気力な雰囲気を醸し出していた。その後のエリオとのやり取りの中で活力を取り戻し、俺だってもう一度くらい、と言い残して公園からいなくなった。一緒にいた猫は公園周辺が気に入ったらしく公園に残っていたが、女々が自分の店に捨て猫として張り紙をしていたところ、貰い手がついた（遠江）。その後「招待状を拾った」として文化祭に訪れていた。
リトルスマキン
本名は不明。背丈は小学校高学年くらいで、布団を巻いている。多くの面において本家スマキンよりもハイスペックで、どういうわけか真を気に入っている。基本的に声を出さず、紙に言葉を書いて意思疎通を試みる。紙が切れると「紙が切れました。補充してください」のメッセージしか出さなくなる。宇宙に帰れなくなった宇宙人を自称しており、地球から宇宙へ行くには宇宙飛行士になるのが最も手っ取り早い手段だと考えている。真と共にエリオ同様自転車で空を飛び、落下。その後再度坂へ上り、素顔をさらしたのち閃光に包まれて消失した。

### 妄想の人々
原作7巻中の真の妄想に登場した人物。
ひ孫（ひまご）
妄想の中で真とエリオ夫婦のひ孫にあたり、容姿はエリオをそのまま小さくした感じ。真を「おじいちゃん」、エリオを「エリおばあちゃん」と呼ぶ。なお、エリオは「エリオおばあちゃん」と呼ばせようと何度も訂正したが無視された。エリオの真似と称して布団を巻いて走り回ったりしているが、エリオのスマキン時代よりは常識的で、外出時に脱ぐように言われれば素直に布団を外す。
宇宙人（うちゅうじん）
妄想の中でエリオと間違えて真をさらってしまった宇宙人のオッサン。感覚は地球的で常識的。容姿は人間的だが、髪だけでなく舌も青い。地球に降りるのは面倒くさいらしい。
ガーティ
妄想の中のエリオの遠い子孫。マコトを「イトコ」と呼ぶ点も含め、容姿、言動のほとんどをエリオから引き継いでいる。小学5年生のときにマコトのロケットで宇宙に行くことを約束し、2559年にそれを現実にした。
マコト
妄想の中の真の遠い子孫。ガーティのいとこにあたり、小学5年生のとき「ロケットを作り、ガーティを宇宙人に会わせる」と約束して、街の製造所（通称は研究所）で働くようになった。ヤシロの同僚。自らの作ったロケットに「プライム」と命名した。
星宮ヤシロ（ほしみや ヤシロ）
妄想の中の社の遠い子孫、ということになっているが、あるいは社本人ではないかと思われる言動も見受けられる。マコトの同僚として製造所で働いており、プライム製造の主要メンバーだったと思われる。

### その他の人々
丹羽章二（にわ しょうじ）
真の父親、女々の兄。浮気癖がある。
スポチャン爺さん
スポーツチャンバラ爺さんの略。本編の1年前、海で浮かんでいたエリオを最初に発見した人物。若い頃から宇宙人との邂逅を夢見ていたが今のところその夢はかなっていないらしい。エリオのことを「宇宙人っぽいだけ」のただの人間だと言い切っている。海辺で毎年スポーツチャンバラ大会を始めとする色々なイベントを企画しながら過ごしている。
スポチャン大会の終盤に突如現れたかぐや姫と社を宇宙人と信じているような内容を口にしていたが、その口ぶりは信じているのかいないのか分かりかねると真は思っている。
サファ男
海の家でバイト（?）をしていた大学生くらいのサーファー男。真と一緒に海の家を訪れたエリオ、流子、前川さんの3人を見て、真に「どれが君の彼女?」と問いかけてきた。前川さんに関しては「ワニやクラゲを着るようなタイプは好きじゃない」とのことで、流子とエリオのどちらかを紹介しろと真に迫る。その後の会話から、エリオの方が好みだったらしい。
多摩湖さん（たまこさん）
藍色がかった髪が特徴的な美少女。真が訪れた本屋のエロ本コーナーで黄鶏くんといちゃついていた。文化祭では黄鶏くんと共に一つのトランプの着ぐるみに2人で収まったり、互いに理想の恋人として相手の絵を描くよう頼んだりと周囲をイラつかせるほどのバカップル振りを披露する。前川さんの友人で、前川さん曰く「彼女は真たちよりも年下」らしい。
『多摩湖さんと黄鶏くん』の多摩湖さんと同一人物。
黄鶏くん（かしわくん）
多摩湖さんの彼氏と思われる少年。周囲によるとあまり特筆すべき特徴のない容姿らしいが、多摩湖さんと付き合っているだけあってズレた部分もある。多摩湖さんには敬語で接する。
『多摩湖さんと黄鶏くん』の黄鶏くんと同一人物。
二条オワリ（にじょう オワリ）
かつてエリオットの所属する探偵事務所に犬探しを依頼したことがある犬好きの歌手。6年ほど前まで路上で弾き語りをしていたらしいが現在は結構な人気歌手となっている。真たちの通う高校の文化祭に、なぜか卒業生でもないのにゲストとして訪れた。これはエリオットから娘への時期はずれの誕生日プレゼントの一環だったが、彼女自身がどこまでそれを知っていたかは不明。代表曲は『引力ロマンチスト』。入間人間作品に度々名前が登場している。

### SF版
SF版は本編1巻のリメイク作品（あとがきより）で、基本的には1巻の内容を踏襲しているが設定にいくつか変更がある。
本編と異なる設定について記述する。
丹羽真
背格好や身長、性格などは本編と変わりないが、生い立ちに差異がある。本編の真が都会暮らしに憧れる田舎少年だったのに対し、SF版における真は親が俗に言う転勤族だったため、都会どころか海外の学校に編入した経歴も持つ。そのためか本編の真よりも若干ながらものごとを達観する節がある。小海と連絡を取り合っている（後述）ためか、青春ポイントを自分では加算せず、小海に得点の判断を仰ぐシーンがある。
藤和エリオ
本編同様布団を巻いた電波女。ただしSF版では本編よりも行動的で、引っ越してきた真を女々と共に駅まで迎えに来たり（スマキン姿ではあったが）、夜な夜な錆びた自転車で海に通い、砂浜から飛び立とうとしている。また本編初期ほど布団に固執しておらず、必要と判断すれば布団を脱ぐこともある。一方で本編よりも真との意思疎通をおろそかにする傾向があり、よく「＊＊＊＊＊＊＊」と発言する。これは非常に早口であるため真は英語っぽい、と思うだけで聞き取ることができずにいた。
藤和女々
真が居候する先の家主で真の叔母。異様に若々しくとても40歳一歩手前とは思えない。性格や立場は本編と変わらないがエリオに対する対応が若干異なる。1巻ではエリオを完全に放置していたのに対し、SF版では真にエリオの世話を頼み込むなど、母親としての気遣いが垣間見える。
星宮社
遠江の美容院の外でポスターに落書きをしていた謎の宇宙服。本編と異なり素顔を見せることはない。どういうわけか真の名前を知っており、たびたび真の前に現れては電波な発言をして去っていく。本編の1巻をある程度踏襲するSF版において最も本編と異なる点の一つ。
星中小海
基本的な設定はやはり本編と同じだが、引っ越し後も真と電話で連絡を取り合っている。真が何事かに遭遇するたびに「青春ポイント的に」助言する。通算のポイントを知っているかは謎だが、真の青春ポイントを加算する権利を持っている。

## 用語
青春ポイント（せいしゅんポイント）
真が常に気にかけているポイント。具体的にどういうことをすれば増えるのかは真自身にも分かっておらず、青春っぽいな、と真が感じたときに加算され、逆にショックを受けた時や女々に絡まれたときなどに減少する。加算の際は最大で5ポイントずつの加算だが、減少時には数字に上限が無く、地道に貯めた青春ポイントが一気にマイナスになることもある（隕石に青春ポイントを削られた-20など）。2巻で流子のバスタオル一丁の姿を目撃した時は考慮の対象には入ったが「測定不能」とされ加算されなかった。各巻の各章冒頭に通算のポイントが表示されるが、真は通算のポイント合計は知らない。
青春ポイントを最初に考え出したのは小海であり、真は中学3年生のときの彼女との一件以来青春ポイントの獲得に命をかけているが、上記の通りちょっとした出来事で大きく減少したりするので一向に蓄積しない。1巻開始時は-3からスタート（田舎の高校生活の総計）して巻を重ねるごとに少しずつ増加はしていたが、6巻でエリオを勇気づけるため青春ポイントをすべて彼女に託し0に戻ってしまった。
社会復帰ポイント/幸福ポイント（しゃかいふっきポイント / こうふくポイント）
原作の2巻の各章冒頭にのみ登場したポイント制度に、エリオの「社会復帰ポイント」、女々の「幸福ポイント」がある。社会復帰ポイントは社会復帰に向けての意欲を示すと上昇し、スマキンに戻ろうとすると減少する。幸福ポイントは他の2つのポイント制度に比べて変動が激しく、百万単位でポイントが上下することもある。青春ポイント同様、本人たちも通算のポイントを知らず、またこちらは本文中に換算している描写が無い。
宇宙人
この作品における宇宙人には謎が多く、またどこまでが宇宙人でどこまでが一般人かという区別も難しくなっている。現在までに宇宙人を自称したことのある人物は、エリオ、かぐや姫、社、ジェフ、リトルスマキンの5人だが、このうちのエリオは後に自身が宇宙人だということを否定している。
決まった特徴を持たないが、この作品における宇宙人（自称含む）は大抵の場合以下に当てはまる（全員に全てが当てはまるわけではない）。
- 人間離れした容姿である。
- 髪の色の特徴があり、周囲に粒子を飛ばしているように見える。
- 裸足を好む、あるいは靴下を嫌う。
- 本人の自称する実年齢よりも幼く（あるいは若く）見える。

これらのうち、2つ以上を持っている者は作中では宇宙人を自称・自認している場合が多い。本人の自称はないがエリオットも髪から粒子、容姿、年齢については上記の条件に当てはまる人物である。
××ポイント
SF版の各章扉にて換算されるポイント。前述した3つのポイントと異なり、誰か一人の行動を数値化しているというよりは「真を中心とした周囲の流れや出来事」を数値化しているように見える。

## 漫画作品

### コミカライズ
電撃G's magazineにて2010年10月号から2013年9月号まで連載された。作画は山根真人。

### とーわさんと。
電撃文庫MAGAZINEにてVol.14から連載中のブリキ画によるショートコミック。本編とは別の、エリオを中心としたほんわかした短編。シナリオは原作同様に入間。

## 制作背景
著者・入間人間の前作『嘘つきみーくんと壊れたまーちゃん』での打ち合わせの中で、今後別のベクトルの作品を執筆してみてはどうかと担当編集者の三木一馬が入間に提案したことで本作は誕生した。三木は、前作がやや重い設定ながらも明るい性格の人間ばかりが登場し、彼らが楽しく会話するシーンを面白く感じていたことから、その良さを活かして「入間人間が描くラブコメ」を見てみたかったと振り返っている。

## 既刊一覧

### 小説
- 入間人間（著）・ブリキ（イラスト）、アスキー・メディアワークス〈電撃文庫〉、全9巻
  - 『電波女と青春男』、2009年1月10日初版発行（同日発売[11]）、ISBN 978-4-04-867468-3
  - 『電波女と青春男（2）』、2009年5月10日初版発行（同日発売[12]）、ISBN 978-4-04-867810-0
  - 『電波女と青春男（3）』、2009年11月10日初版発行（同日発売[13]）、ISBN 978-4-04-868138-4
  - 『電波女と青春男（4）』、2010年3月10日初版発行（同日発売[14]）、ISBN 978-4-04-868395-1
  - 『電波女と青春男（5）』、2010年6月10日初版発行（同日発売[15]）、ISBN 978-4-04-868596-2
  - 『電波女と青春男（6）』、2010年9月10日初版発行（同日発売[16]）、ISBN 978-4-04-868880-2
  - 『電波女と青春男（7）』、2010年12月10日初版発行（同日発売[17]）、ISBN 978-4-04-870125-9
  - 『電波女と青春男（8）』、2011年4月10日初版発行（同日発売[18]）、ISBN 978-4-04-870430-4
  - 『電波女と青春男 SF（すこしふしぎ）版』、2011年4月10日初版発行（同日発売[19]）、ISBN 978-4-04-870470-0
- 未文庫本化（ただし電子版の配信はされている）
  - 『釣り女と超能力少女』2012年2月10日発売（「BOOK☆WALKER」独自配信）
  - 『（元）神様女と宇宙少女』2012年2月10日発売（「BOOK☆WALKER」独自配信）

### 漫画
- 入間人間（原作）・ブリキ（キャラクターデザイン）・山根真人（作画） 『電波女と青春男』 アスキー・メディアワークス〈電撃コミックス〉、全4巻
  1. 2011年5月27日初版発行（同日発売[20]）、ISBN 978-4-04-870482-3
  2. 2012年3月27日初版発行（同日発売[21]）、ISBN 978-4-04-886458-9
  3. 2012年12月15日初版発行（同日発売[22]）、ISBN 978-4-04-891197-9
  4. 2013年8月27日初版発行（同日発売[23]）、ISBN 978-4-04-891691-2

## テレビアニメ
2010年8月に開催された「TBSアニメフェスタ2010」にてテレビアニメ化が発表され、2011年4月から6月までTBS、BS-TBSほかにて放送された。本来は全十三章（13話）構成で進行していたが、東北地方太平洋沖地震（東日本大震災）の影響によるスケジュール変更にて十三章のみ未放映（映像メディア最終巻に収録）という形になったと西田亜沙子が語っている。なお、十三章は後にTBSチャンネルで放映された。

### スタッフ
- 原作 - 入間人間（電撃文庫／アスキー・メディアワークス刊）[6]
- 原作イラスト - ブリキ[6]
- 総監督 - 新房昭之[6]
- シリーズディレクター - 宮本幸裕[6]
- シリーズ構成 - 綾奈ゆにこ[6]
- キャラクターデザイン・総作画監督 - 西田亜沙子[6]
- 美術監督 - 東厚治[6]
- 色彩設計 - 日比野仁[6]
- 編集 - 松原理恵[6]
- 撮影監督 - 会津孝幸[6]
- 音響監督 - 亀山俊樹[6]
- 音響制作 - グルーヴ[6]
- 音楽制作 - スターチャイルドレコード[26]
- 音楽 - Franz Maxwell I.[9]（フランツ・マクスウェル・ザ・ファースト／藤澤慶昌（F）、前山田健一（M）、板垣祐介（I）によるユニット[27]）
- プロデューサー - 田中潤一朗[28]、宮本純乃介[28]、三木一馬[28]、金庭こず恵[28]
- アニメーションプロデューサー - 久保田光俊[28]
- アニメーション制作 - シャフト[6]
- 製作協力 - キングレコード、アスキー・メディアワークス、シャフト、ムービック
- 製作 - 『電波女と青春男』製作委員会[9]、TBS[9]

### 主題歌
TBS制作アニメの主題歌をキングレコードが担当するのは、『RAVE』以来9年ぶりとなる。
オープニングテーマ「Os-宇宙人」
作詞・作曲 - の子 / 編曲 - 神聖かまってちゃん / 歌 - エリオをかまってちゃん
神聖かまってちゃんによるサウンドプロデュースに藤和エリオ（大亀あすか）がボーカルを担当。
エンディングテーマ「ルル」
作詞・作曲 - ティカ・α / 編曲 - 近藤研二 / 歌 - やくしまるえつこ

### キャラクターソング
Blu-ray、DVDの第3巻、第6巻の特典CDに収録されている。
「イトコ」
作詞・作曲 - Franz Maxwell /歌 - 藤和エリオ（大亀あすか）
「昼休みとヘルメットと同級生」
作詞・作曲 - Franz Maxwell / 歌 - 御船流子（加藤英美里）
「キボネング・デコの名で」
作詞・作曲 - Franz Maxwell / 歌 - 前川さん（渕上舞）
「永遠の39歳だもーん☆」
作詞・作曲 - Franz Maxwell / 歌 - 藤和女々（野中藍）
「ツヨクネガエ ツヨクハナテ」
作詞・作曲 - Franz Maxwell / 歌 - 星宮社（井口裕香）
「にわ君、すなわち転校生、あるいはイトコ」
作詞・作曲 - Franz Maxwell / 歌 - 藤和エリオ（大亀あすか）、御船流子（加藤英美里）、前川さん（渕上舞）

### 評価
BD第1巻（完全生産限定版）の初週推定売上は5,267枚、DVD第1巻（同）の初週推定売上は1,361枚をそれぞれ記録している。
「ニュータイプアニメアワード2011」ではキャラクターデザイン賞で3位を獲得している。

### 各話リスト
| 話数   | サブタイトル                                                     | 絵コンテ                          | 演出     | 作画監督                                     | 初放送日       |
| ------ | ---------------------------------------------------------------- | --------------------------------- | -------- | -------------------------------------------- | -------------- |
| 一章   | 宇宙人の都会                                                     | 板村智幸                          | 板村智幸 | 杉山延寛 高野晃久                            | 2011年 4月14日 |
| 二章   | 失踪する思春期のレヴェリー                                       | 小俣真一                          | 小俣真一 | 小関雅                                       | 4月21日        |
| 三章   | 地を這う少女の不思議な刹那                                       | 杉山延寛                          | 川畑喬   | 村山公輔 松本元気                            | 4月28日        |
| 四章   | 右腕骨折全治一箇月                                               | 平川哲生                          | 美甘義人 | 谷口繁則 清水勝祐 佐藤篤志                   | 5月5日         |
| 五章   | サンクスギビングの憂鬱                                           | 笹木信作                          | 向井雅浩 | 高野晃久 潮月一也                            | 5月12日        |
| 六章   | リュウ『コ』さんの、なんちゅーか、もやーっと                     | 佐山聖子                          | 間島崇寛 | 村山公輔 松本元気                            | 5月19日        |
| 七章   | 誰かさんの思い出になる日                                         | 平川哲生                          | 八瀬祐樹 | 小関雅 小澤円                                | 5月26日        |
| 八章   | ツィオルコフスキーの祈り                                         | 橋本アキラ                        | 下田久人 | 柳瀬雄之 清水勝祐 佐藤篤志 鈴木信一          | 6月2日         |
| 九章   | 地域限定宇宙人事件                                               | 板村智幸                          | 板村智幸 | 高野晃久 潮月一也 谷川亮介                   | 6月9日         |
| 十章   | 軒下少女                                                         | 平川哲生                          | 川畑喬   | 佐藤真 速水広一 南伸一郎 佐藤篤志            | 6月16日        |
| 十一章 | 今年の夏はバスケと超能力と布団と天体観測と祭りと野球と女々たんと | そえたかずひろ                    | 小俣真一 | 田畑昭 服部憲知 矢向宏志 高橋賢 伊藤依織子   | 6月30日        |
| 十二章 | 秒速0.00000000198センチメートル                                  | 笹木信作 新房昭之 [ 注 3 ] [ 33 ] | 宮本幸裕 | 村山公輔 高野晃久 潮月一也 谷川亮介 松本元気 | 6月30日        |
| 十三章 | 真夜中の太陽                                                     | 笹木信作                          | 向井雅浩 | 杉山延寛 村山公輔 高野晃久                   | 未放送         |

未放映の最終話第13話は2012年2月8日発売のBlu-ray&DVD第7巻に収録。

### 放送局
| 放送地域   | 放送局       | 放送期間                | 放送日時           | 放送系列               | 備考   |
| ---------- | ------------ | ----------------------- | ------------------ | ---------------------- | ------ |
| 関東広域圏 | TBSテレビ    | 2011年4月14日 - 6月30日 | 木曜 25:55 - 26:25 | TBS系列                | 制作局 |
| 中京広域圏 | 中部日本放送 | 2011年4月28日 - 7月14日 | 木曜 26:30 - 27:00 | TBS系列                |        |
| 近畿広域圏 | 毎日放送     | 2011年4月28日 - 7月7日  | 木曜 26:40 - 27:10 | TBS系列                |        |
| 日本全域   | BS-TBS       | 2011年5月7日 - 7月23日  | 土曜 25:30 - 26:00 | TBS系列 BSデジタル放送 |        |

### BD / DVD
| 巻 | 発売日         | 収録話      | 規格品番   | 規格品番   | 規格品番  |
| 巻 | 発売日         | 収録話      | 限定版BD   | 限定版DVD  | 通常版DVD |
| -- | -------------- | ----------- | ---------- | ---------- | --------- |
| 1  | 2011年6月22日  | 1章 - 2章   | KIXA-90121 | KIBA-91859 | KIBA-1859 |
| 2  | 2011年7月27日  | 3章 - 4章   | KIXA-90122 | KIBA-91860 | KIBA-1860 |
| 3  | 2011年8月24日  | 5章 - 6章   | KIXA-90123 | KIBA-91861 | KIBA-1861 |
| 4  | 2011年9月21日  | 7章 - 8章   | KIXA-90124 | KIBA-91862 | KIBA-1862 |
| 5  | 2011年11月23日 | 9章 - 10章  | KIXA-90125 | KIBA-91863 | KIBA-1863 |
| 6  | 2011年12月21日 | 11章 - 12章 | KIXA-90126 | KIBA-91864 | KIBA-1864 |
| 7  | 2012年2月8日   | 13章        | KIXA-90127 | KIBA-91865 | KIBA-1865 |

### Webラジオ
『電波メールと青春ラジオ』のタイトルで、2011年4月7日よりアニメイトTVにて配信された。全6回。パーソナリティは大亀あすか（藤和エリオ 役）。
| 回    | 配信日        | タイトル                               | ゲスト                                           |
| ----- | ------------- | -------------------------------------- | ------------------------------------------------ |
| 第1回 | 2011年4月7日  | 私、ラジオもやる                       | 渕上舞（前川さん 役）                            |
| 第2回 | 2011年4月21日 | スケスケピーマンって何！？             | 加藤英美里（御船流子 役）                        |
| 第3回 | 2011年5月6日  | おかあさん、いいえ、お・ね・え・さ・ん | 野中藍（藤和女々 役）                            |
| 第4回 | 2011年5月19日 | 公開録音・電波ナイト                   | 加藤英美里（御船流子 役）、渕上舞（前川さん 役） |
| 第5回 | 2011年6月2日  | ヒビビでトロロ                         | 井口裕香（星宮社 役）                            |
| 第6回 | 2011年6月16日 | 青春ってなんだろうね                   | 入野自由（丹羽真 役）                            |

## ゲーム
電撃文庫 FIGHTING CLIMAX
電撃文庫キャラが登場する対戦格闘ゲーム。藤和エリオがサポートキャラクターとして登場。

## モバイルコンテンツ
- 2011年5月11日より電撃ジーズモバイルにてスライドパズルを配信中
- 2011年7月1日よりゲーマーズモバイル・アニメ&ゲームきせかえにてきせかえテーマ・FLASHを配信
- 2011年8月8日より萌っ娘きせかえ☆にてスマートフォン向けきせかえテーマを配信
- 2011年8月9日よりカードコレクションアプリ「嫁コレ」（NECビッグローブ）にて藤和エリオ、御船流子、藤和女々を順次配信

ほか、同年9月12日よりこれまたスマートフォン用に「エリオ」「女々」「流子」のボイス目覚まし時計アプリが提供されている。

## トレーディングカードゲーム
プレシャスメモリーズ
ムービックとエンスカイによるトレーディングカードゲーム、プレシャスメモリーズに参戦している。

## その他
- グラフィグ012 藤和エリオ が2011年8月に発売されている。
- ねんどろいど195 藤和エリオ が2012年1月に発売されている。
- 他に「電波女と青春男」の各種グッズ類が販売されている。ゲームではないトレーディングカードもその1種といえる。
- 衣料・食器、プラモデル（1/25 痛車シリーズ No.22 電波女と青春男 ヴェイルサイド）、などが各種アニメグッズを扱うショップにて取り扱っている。
- 入間人間公式サイトにおいて、原作終了後の後日談がWeb小説として数編公開されており、ヒロインとの恋の行方も明らかにされている。